# Paweł Borzęcki
Paweł Borzęcki herbu Półkozic – podstarości lubelski, wojski kijowski w latach 1646-1670.
W 1649 roku był uczestnikiem popisu pospolitego ruszenia szlachty województwa lubelskiego w chorągwi generalnej województwa lubelskiego.